# Rock Around the Clock
Singles de Bill Haley & his Comets
Straight Jacket Shake, Rattle and Roll
(We're Gonna) Rock Around the Clock est une chanson de rock 'n' roll composée en 1952 par Max C. Freedman (en) et  Jimmy De Knight (en) dont la version la plus connue est enregistrée par Bill Haley & His Comets en 1954. 
Premier single de l'histoire du rock à se classer no 1 au Billboard Hot 100, le 9 juillet 1955, ce morceau est devenu emblématique de la naissance du rock 'n' roll. Le titre figure en effet dans le film Graine de violence (1954) qui contribue à populariser ce nouveau genre musical. Pour Raymond Défossé : « l'événement historique du film, c'est la musique du générique : le fameux Rock Around the Clock, de Bill Haley. Le point de départ, l'année zéro de l'histoire du rock en deux minutes et huit secondes. La rupture (épistémologique diraient certains) est là ».

## Histoire du morceau
Ce titre a été influencé par plusieurs morceaux précédemment parus, entre autres Around the Clock par Wynonie Harris en 1945, Move It On Over par Hank Williams en 1947 et Rock the Joint par Jimmy Preston en 1949 et par Bill Haley (and his Saddlemen) en 1952.
Bien qu'initialement enregistrée par Sonny Dae & His Knights le 20 mars 1954 (Arcade), c'est le 12 avril 1954 que le chanteur Bill Haley, alors âgé de 29 ans, et son groupe « The Comets », enregistrent au Pythian Temple de New York une des chansons qui révèlera le rock 'n' roll au monde entier. Édité par la maison de disques Decca en face B du simple Thirteen Women (and Only One Man in Town), en mai 1954, ce titre passe tout d'abord inaperçu, malgré une pleine page de publicité dans le magazine Billboard : le 29 mai, il entre à la 23e place des meilleures ventes et en disparaît la semaine suivante.
Mais Jimmy De Knight, conseiller technique pour le film Graine de violence (Blackboard Jungle), choisit ce titre comme chanson principale du film. Le film sort en mars 1955, et le disque, réédité dans la foulée, entre dans le Billboard Hot 100 en mai, pour s'y installer numéro 1 des ventes aux États-Unis du 9 juillet au 27 août, soit pendant 8 semaines. Avec son inclusion dans un nombre incalculable d'anthologies du rock 'n' roll, les ventes mondiales de ce morceau dépassent les 30 millions d'exemplaires en plus de 50 ans, d'autant plus que John Swenson indiquait déjà ce chiffre en 1982.
Rock Around the Clock est devenu le titre d'un film en 1956 avec John Archer et Martha Wentworth, cette dernière ayant déjà joué dans Blackboard Jungle/Graine de violence.
Bill Haley a réenregistré ce morceau de nombreuses fois en studio. Pour être certain d'avoir la version originale du morceau, celle-ci a une durée de 2 min 8 s et doit mentionner, parmi les musiciens, le contrebassiste Marshall Lytle, le pianiste Johnny Grande et le guitariste Danny Cedrone, mort à la fin de l'été 1954 d'une crise cardiaque, quelques mois après l'enregistrement originel.
Ce morceau est 158e dans le classement des 500 plus grandes chansons de tous les temps du magazine Rolling Stone. Il figure, entre autres, dans le film American Graffiti de George Lucas.
Jim Dawson a relaté la genèse de cette chanson dans un livre entièrement consacré au morceau et au disque.

## Sonny Dae & His Knights
- Sonny Dae : Chant
- Hal Hogan : piano
- Mark Bennett – batterie,  contrebasse
- Art Buono : guitare

## Bill Haley & His Comets
- Bill Haley : guitare rythmique, chant
- Danny Cedrone : guitare solo
- Johnny Grande : piano
- Marshall Lytle : contrebasse
- Billy Gussak – batterie
- Joey Ambrose : saxophone tenor
- Billy Williamson : steel guitar
- Franny Beecher : guitare

## Reprises
Parmi les artistes ayant interprété cette chanson, on peut citer notamment :
- The Isley Brothers, sur l'album Shout (RCA Victor, 1959)
- Jumpin' Gene Simmons, sur Jumpin' Gene Simmons (Hi, 1964)
- Mae West, sur Great Balls of Fire (MGM, 1972)
- Carl Perkins, sur Ol' Blue Suede's Back - Carl Perkins' Tribute to Rock and Roll (1978)
- Le groupe belge Telex, sur Looking for Saint-Tropez (RKM, 1979)
- Les Sex Pistols, chanté par Ten Pole Tudor, sur The Great Rock 'n' Roll Swindle (Virgin, 1979)
- Les Forbans, sur Rock'n Roll Story (1996)
- Jeff Beck, sur Rock'n'Roll Party, album dans lequel Beck joue pour la Gibson Les Paul. (2010)

Rock Around the Clock est l'un des tout  premiers rock français, adapté sous le titre « Toutes les heures qui sonnent » par Jacques Hélian et son orchestre, qui l'enregistra le 6 janvier 1956.

## Apparitions
On peut entendre un morceau de cette chanson à la fin du Simpson Horror Show XV.
C'est le thème principal de la série Happy Days pour les saisons 1 et 2.